# Alfred Rochon
Alfred Rochon, né le 1er février 1847 à Sainte-Thérèse-de-Blainville et mort le 17 novembre 1909 à Hull, est un avocat, juge et un homme politique canadien. Il représente la circonscription électorale d'Ottawa à l'Assemblée législative du Québec de 1887 à 1892 en tant que député libéral.

## Biographie
Alfred Rochon est originaire de Sainte-Thérèse-de-Blainville, Canada-Est. Il est le fils d'Élie Rochon et de Sophie Ouimet. Il fait ses études au petit séminaire de Sainte-Thérèse. Rochon étudie ensuite le droit à Montréal, est admis au barreau du Québec en 1869 et s'établit à Montréal pour s'installer finalement dans la petite ville de Hull en 1876. En 1872, il épouse Corinne Gaucher. Il siège au conseil municipal de Hull de 1877 à 1882 et de 1885 à 1889. Rochon occupe le poste de maire de Hull, soit de 1886 à 1889. En 1887, il est élu à l'Assemblée législative du Québec. Rochon démissionne en tant que maire et échevin de Hull en 1889 pour se consacrer à ses fonctions provinciales. Son élection est portée en appel en 1889, mais il remporte l'élection partielle qui suit en 1890. Il est battu par Nérée Tétreau lors de sa réélection en 1892. Rochon est décédé à Hull à l'âge de 62 ans.